# Lianne Nelson
Lianne McLellan Nelson (nacida Lianne McLellan Bennion Houston, 15 de junio de 1972) es una deportista estadounidense que compitió en remo.
Participó en dos Juegos Olímpicos de Verano, obteniendo una medalla de plata en Atenas 2004, en la prueba de ocho con timonel, y el sexto lugar en Sídney 2000, en la misma prueba.
Ganó dos medallas en el Campeonato Mundial de Remo, en los años 1995 y 1998.

## Palmarés internacional
| Juegos Olímpicos   | Juegos Olímpicos    | Juegos Olímpicos | Juegos Olímpicos   |
| Año                | Lugar               | Medalla          | Prueba             |
| ------------------ | ------------------- | ---------------- | ------------------ |
| 2004               | Atenas (Grecia)     | Medalla de plata | Ocho con timonel   |
| Campeonato Mundial |                     |                  |                    |
| Año                | Lugar               | Medalla          | Prueba             |
| 1995               | Tampere (Finlandia) | Medalla de oro   | Cuatro sin timonel |
| 1998               | Colonia (Alemania)  | Medalla de plata | Ocho con timonel   |